# Lapo Saltarelli

Stemma di Lapo Saltarelli

Lapo Saltarelli (Pontassieve, ... – Cagliari, 1320) è stato un politico, giurista e poeta italiano.

## Biografia
Lapo era figlio di Guidone Saltarelli di Monte di Croce, feudo fiorentino su una collina di Pontassieve, nella bassa valle della Sieve. 
Nacque nella residenza familiare di Torre a Decima. Era il maggiore di due fratelli, Simone Saltarelli e Cerbino detto Bino. Questa nobile famiglia possedeva a Firenze, vicino alla Piazza della Signoria, una casa-torre, la Torre dei Salterelli, che si trova presso il sito dell'odierna Piazza dei Salterelli.

### Uno dei primi poeti italiani
Durante la sua giovinezza Lapo è stato strettamente legato a Dante Alighieri. Entrambi ammiravano il poeta di lingua occitana dimenticato, Dante de Maiano. Sappiamo anche di corrispondenze tra Saltarelli e Guido Cavalcanti. 
Di lui ci restano solo alcuni sonetti: Contr’aggio di grand’ira benvollenza (composto durante il suo esilio sardo), Chi se medesmo inganna per negghienza, Vostra quistione è di sottil matera.

### Un giudice controverso
Lapo, uomo potente e brillante, di grande influenza e con relazioni importanti, non fu in grado di mantenere i suoi migliori amici. Dino Compagni (1255-1324), poeta e gonfaloniere di Giustizia, che aveva scritto in suo onore Canzone a Lapo Saltarelli, lo descrisse poi come corrotto e fraudolento nella sua Cronica delle cose occorrenti ne’ tempi suoi.
Quanto a Dante, lo apostrofò con queste parole nella sua Divina Commedia, "Saria tenuta allor tal maraviglia / una Cianghella, un Lapo Salterello, / qual or saria Cincinnato e Corniglia". 

### L'uomo politico
Nel marzo del 1300, Lapo Saltarelli, il gonfaloniere Lippo Rinucci Becca e Bondone Gherardi scoprirono e sventatarono la congiura che tre cittadini di Firenze, Noffo di Quintavalle, Simone di ser Cambio e Gerardo da Sesto, tramarono a Roma contro l'indipendenza della loro città, con la benedizione di Bonifacio VIII.
La loro azione provocò l'indignazione del Papa, che pretendeva di annullare la sentenza. Il 24 aprile, diede ordine in questo senso a Francesco Monaldeschi, vescovo di Firenze.
I consiglieri del comune non solo rifiutarono ma sfidarono le pretese papali, nominando Lapo priore (la più alta carica comunale a Firenze) per due mesi dal 15 aprile al 15 giugno 1301. Questo gli valse l'accusa dai suoi avversari.
I temi politici e filosofici sviluppati da Dante nel De Monarchia maturarono durante la lotta tra Firenze da Bonifacio VIII, con il processo di Lapo Saltarelli, e il suo conflitto contro Filippo il Bello a cui furono indirizzate le bolle papali Ausculta fili e Unam Sanctam.

### Esilio in Sardegna
Lapo, guelfo bianco come Dante, venne condannato a morte il 10 marzo 1302 dalla fazione nera. La sua condanna venne commutata in esilio, probabilmente perché imparentato con i Cherci.
Si rifugiò in Sardegna nel convento francescano di Cagliari, allora sotto il dominio della repubblica di Pisa, e rimase sull'isola fino alla sua morte. Nel 1320, fu sepolto nella Chiesa di San Francesco di Stampace. La sua lapide con inciso il suo stemma è stata trovata e identificata.
Nel 1326, i suoi beni furono confiscati ma vennero restituiti agli eredi attraverso l'intervento di Giovanni XXII, sollecitato da Simone, l'arcivescovo di Pisa.